# Elaphoglossum alpestre
Elaphoglossum alpestre là một loài thực vật có mạch trong họ Lomariopsidaceae. Loài này được (Gardner) T. Moore mô tả khoa học đầu tiên năm 1857.